# Tuvalu en los Juegos Olímpicos de París 2024
Tuvalu estuvo representado en los Juegos Olímpicos de París 2024 por dos deportistas, un hombre y una mujer, que compitieron en atletismo.
Los portadores de la bandera en la ceremonia de apertura fueron los atletas Karalo Maibuca y Temalini Manatoa. El equipo olímpico tuvaluano no obtuvo ninguna medalla en estos Juegos.